# Glochidion cauliflorum
Glochidion cauliflorum är en emblikaväxtart som beskrevs av Elmer Drew Merrill. Glochidion cauliflorum ingår i släktet Glochidion och familjen emblikaväxter. Inga underarter finns listade i Catalogue of Life.